# Język erzja

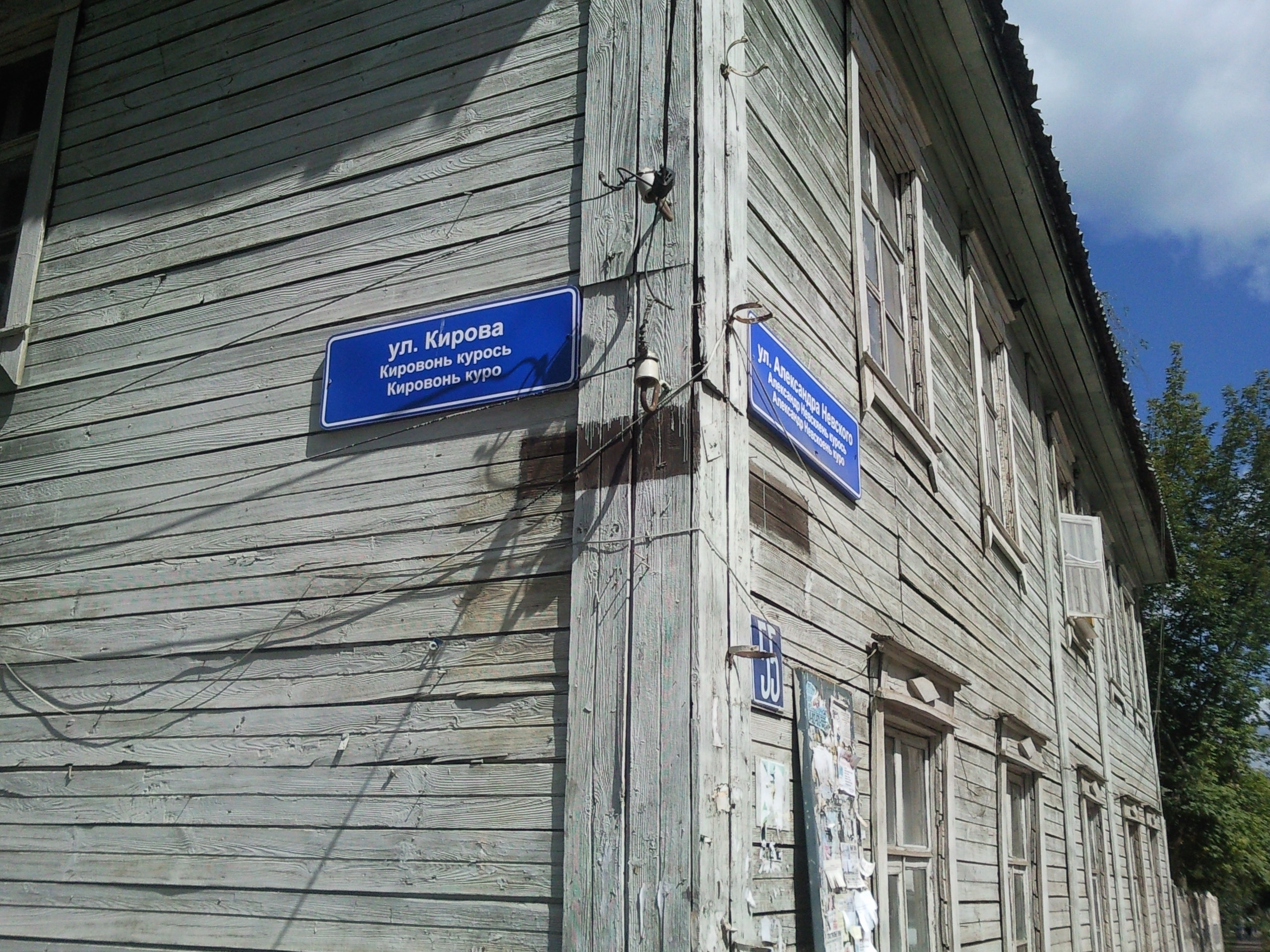
Trójjęzyczna tablica z nazwą ulicy w Sarańsku w językach: rosyjskim, moksza, erzja

Język erzja (эрзянь кель, eŕźań keĺ) – język używany przez Erzjan, jedną z dwóch grup Mordwinów, zamieszkujących wschodni skrawek europejskiej części Rosji: Mordowię, gdzie jest objęty statusem języka urzędowego, a także Tatarstan, Baszkirię, Czuwaszję oraz obwody: niżegorodzki, orenburski, penzeński, samarski, saratowski i uljanowski. Mordwini Erzja żyją także w diasporze na dalekim wschodzie Rosji, a poza granicami tego kraju – w Kazachstanie, Estonii i Armenii.
Kwestia, czy język erzja jest samodzielnym językiem, czy jak uważają niektórzy językoznawcy – dialektem języka mordwińskiego nie jest rozstrzygnięta; obecnie przeważa koncepcja istnienia dwóch języków mordwińskich: erzja i moksza.
Język mordwiński-erzja jest ważniejszym spośród języków/dialektów mordwińskich; używa go ok. 60% Mordwinów posługujących się językiem ojczystym, tj. ok. 600 tys. osób.
Język mordwiński-erzja jest kontynuacją prajęzyka proto-ugro-fińskiego, używanego w I tys. p.n.e. przez plemiona ugrofińskie zamieszkujące płn.-wsch. Europę. Na rozwój języka mordwińskiego-erzja silny wpływ wywarł język rosyjski; w mniejszym stopniu – języki tureckie i irańskie.
Język erzja, podobnie jak inne języki ugrofińskie, charakteryzuje się dużą liczbą przypadków; występuje ich 11.
Jednym z pisarzy i poetów tworzących w języku erzja był Czisław Żurawlow (Числав Журавлёв).

## Alfabet
Alfabet erzjański powstał na bazie alfabetu rosyjskiego i składa się z 29 liter: а, б, в, г, д, е, ё, ж, з, и, й, к, л, м, н, о, п, р, с, т, у, ц, ч, ш, ы, ь, э, ю, я. Litery ф, х, щ i ъ występują tylko w zapożyczeniach.

### Próba latynizacji
W dniu 25 marca 1932 r. w ramach procesu latynizacji języków narodów ZSRR, Wszechzwiązkowy Centralny Komitet Nowego Alfabetu przyjął dla języka erzja oparty na piśmie łacińskim alfabet mordwiński. Alfabet składał się z następujących liter: A a, Ә ә, B в, C c, Ç ç, D d, Э э, E e, F f, G g, Ь ь, I i, J j, K k, L l, M m, N n, O o, Ө ө, P p, R r, S s, Ş ş, T t, U u, Y y, V v, X x, Z z, Ƶ ƶ, ȷ, Rx, Lh (ostatnie dwie litery – tylko dla języka mokszańskiego). 19 maja 1932, po uzgodnieniach ze specjalistami miejscowymi, Niżno-Wołżański Komitet Nowego Alfabetu przyjął ten alfabet ze zmianami: A a, B в, C c, Ç ç, D d, Ә ә, F f, G g, Y y, I i, J j, K k, L l, M m, N n, O o, P p, R r, S s, Ş ş, T t, U u, V v, X x, Z z, Ƶ ƶ, Ь ь, Rx, Lh. Mimo oficjalnego przyjęcia alfabetu łacińskiego nie poczyniono żadnych prób jego faktycznego wprowadzenia do użytku.

## Fonetyka

### Samogłoski
|         | przednie | środkowe | tylne |
| ------- | -------- | -------- | ----- |
| wysokie | i        |          | u     |
| średnie | e        |          | o     |
| niskie  |          | ä~ɑ      | ä~ɑ   |

Niska samogłoska jest opisywana jako środkowa lub tylna.

### Spółgłoski
|                        | wargowe | przednio- językowe | środkowojęzykowe       | środkowojęzykowe    | środkowojęzykowe | tylno- językowe |
| przednio- podniebienne | wargowe | przednio- językowe | środkowo- podniebienne | tylno- podniebienne |                  | tylno- językowe |
| ---------------------- | ------- | ------------------ | ---------------------- | ------------------- | ---------------- | --------------- |
| zwarte                 | p b     | t d                |                        |                     | tʲ dʲ            | k ɡ             |
| zwarto-szczelinowe     |         | ʦ                  | ʧ                      | ʨ                   |                  |                 |
| szczelinowe            | (f) v   | s z                | ʃ ʒ                    | ɕ ʑ                 |                  | (x)             |
| nosowe                 | m       | n                  |                        |                     | ɲ                |                 |
| drżące                 |         | r                  |                        |                     | rʲ               |                 |
| boczne                 |         | l                  |                        |                     | ʎ                |                 |
| półsamogłoski          |         |                    |                        |                     | j                |                 |

Spółgłoski [f] i [x] występują tylko w zapożyczeniach.

## Gramatyka

### Zaimki

#### Zaimki osobowe
| os. | l.poj. | l.poj.       | l.mn. | l.mn.    |
| --- | ------ | ------------ | ----- | -------- |
| 1   | мон    | ja           | минь  | my       |
| 2   | тон    | ty           | тынь  | wy       |
| 3   | сон    | on/ ona/ ono | сынь  | oni/ one |

### Liczebniki
| jedności | jedności | 11–19 | 11–19       | dziesiątki | dziesiątki      | setki | setki      |
| -------- | -------- | ----- | ----------- | ---------- | --------------- | ----- | ---------- |
| 1        | вейке    | 11    | кевейкее    | 10         | кемень          | 100   | сядо       |
| 2        | кавто    | 12    | кемгавтово  | 20         | комсь           | 200   | кавтосядт  |
| 3        | колмо    | 13    | кемголмово  | 30         | кол(м)оньгемень | 300   | колмосядт  |
| 4        | ниле     | 14    | кемнилее    | 40         | ниленьгемень    | 400   | нилесядт   |
| 5        | вете     | 15    | кеветее     | 50         | ведьгемень      | 500   | ветесядт   |
| 6        | кото     | 16    | кемготово   | 60         | кодгемень       | 600   | котосядт   |
| 7        | сисем    | 17    | кемзисемге  | 70         | сизьгемень      | 700   | сисемзядт  |
| 8        | кавксо   | 18    | кемгавксово | 80         | кавксоньгемень  | 800   | кавксосядт |
| 9        | вейксэ   | 19    | кевейксэе   | 90         | вейксэньгемень  | 900   | вейксэсядт |

### Czasowniki

#### Bezokolicznik
Czasowniki w bezokoliczniku są zakończone na -мс lub -мо (-ме) np.:
| симемс  | симеме  | pić    |
| рамамс  | рамамо  | kupić  |
| ловномс | ловномо | czytać |

## Badacze
- Heikki Paasonen (1865–1919);
- Władimir Riabow (1900–1938).